# Anonychomyrma incisa
Anonychomyrma incisa är en myrart som först beskrevs av Hermann Stitz 1932.  Anonychomyrma incisa ingår i släktet Anonychomyrma och familjen myror. Inga underarter finns listade i Catalogue of Life.